# Combo
Combo o Coomba fou un regne nadiu de Gàmbia.
El 4 de juny de 1827 el regne va signar un tractat de protectorat amb Gran Bretanya, a qui va confirmar la cessió de l'illa de Santa Maria (Banjul o Banjola) i territoris annexes; va obrir el regne al comerç britànic, va abolir el tràfic d'esclaus, i va establir regals anuals pel rei.
El rei Soalong Jarta va signar un nou tractat el 13 de juliol de 1840 en el qual va cedir territoris a la zona de Cap Santa Maria (Banjul) a canvi de 100 dòlars; el tractat fou confirmat el 9 de novembre de 1840 però substituït després per un nou tractat el 26 de desembre de 1850; en aquest tractat (on el nom del rei apareix ara com Soulong Jarta) es van delimitar les zones cedides.